# Clinotarsus
Clinotarsus is een geslacht van kikkers uit de familie echte kikkers (Ranidae). De groep werd voor het eerst wetenschappelijk beschreven door George Jackson Mivart in 1869. Oorspronkelijk werd de wetenschappelijke naam Rana gebruikt.
Er zijn drie soorten, inclusief de pas in 2015 beschreven soort Clinotarsus penelope. Alle soorten komen voor in delen van Azië en leven in de landen Bangladesh, India, Myanmar en Thailand. Mogelijk komen er ook soorten voor in Bhutan en Nepal.

## Taxonomie
Geslacht Clinotarsus
- Soort Clinotarsus alticola
- Soort Clinotarsus curtipes
- Soort Clinotarsus penelope

Abavorana · 
Amnirana · 
Amolops · 
Babina · 
Chalcorana · 
Clinotarsus · 
Glandirana · 
Huia · 
Humerana · 
Hydrophylax · 
Hylarana · 
Indosylvirana · 
Lithobates · 
Meristogenys · 
Odorrana · 
Papurana · 
Pelophylax · 
Pseudorana · 
Pterorana · 
Pulchrana · 
Rana · 
Sanguirana · 
Staurois · 
Sylvirana